# Antimodernismo en España
El antimodernismo fue un movimiento surgido en reacción al modernismo.

## Descripción

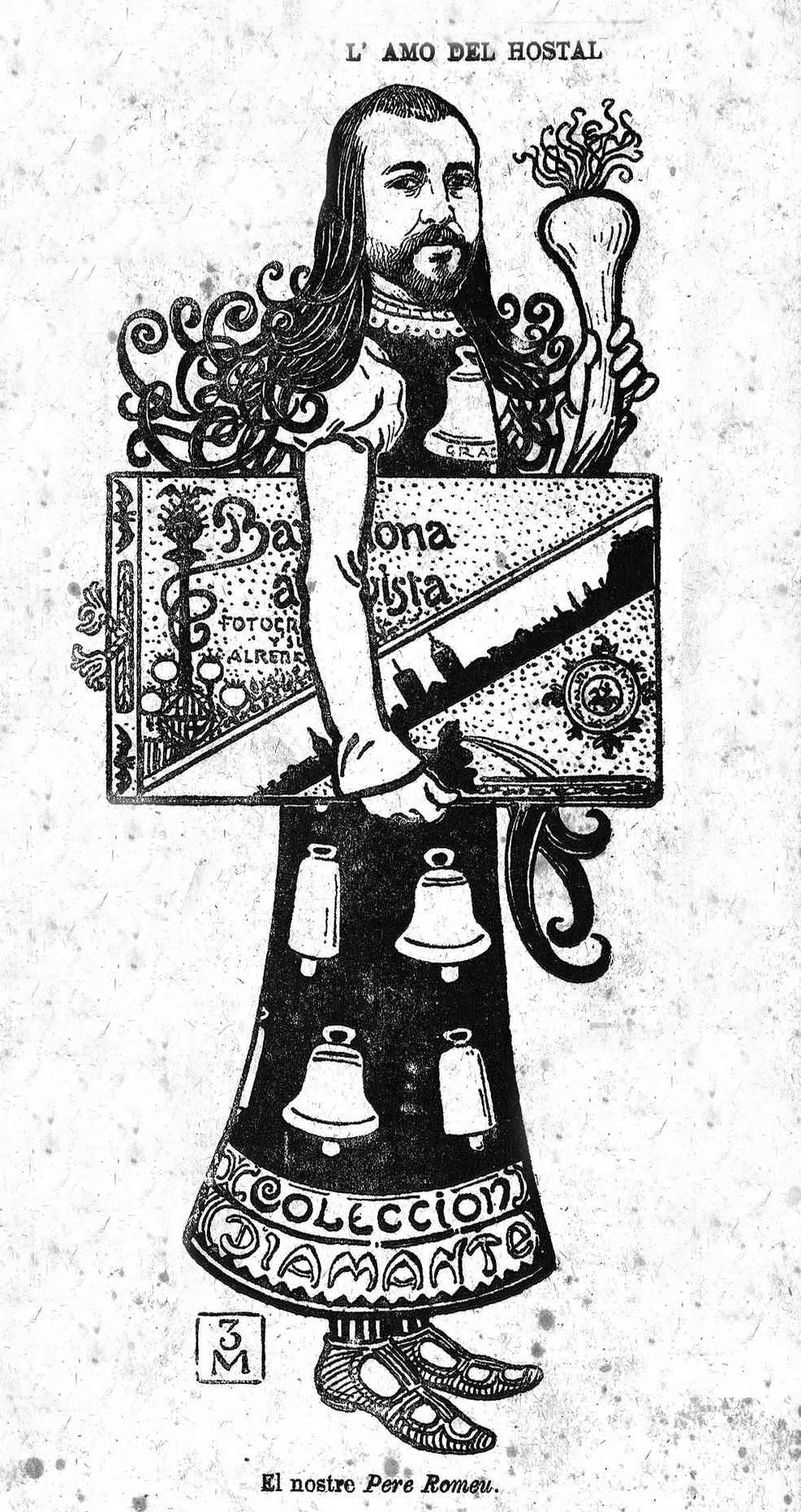
Caricatura del modernista Pere Romeu

El antimodernismo literario, entre cuyos lugares comunes estuvo achacar afrancesamiento y frivolidad a la literatura modernista, se defendió desde posiciones afines al purismo lingüístico.
Entre los críticos del modernismo en España se contaron nombres como los de Clarín, Ramiro de Maeztu, José Deleito y Piñuela, Juan García Goyena, Federico Urales, Emilio Ferrari, Antonio de Valbuena, Ramón Franquelo y Romero, Pablo Parellada y Daniel Ortiz. Además de artículos en prensa, se llegaron a publicar libros como Los voceros del modernismo (1908) del agustino Martín Blanco García.
Fueron vehículo de expresión de la sátira antimodernista revistas madrileñas como Gente Vieja, Madrid Cómico, La Gran Vía, Gedeón y Blanco y Negro. Otra publicación considerada antimodernista es ¡Alegría!.